# Franz Joseph Muxel

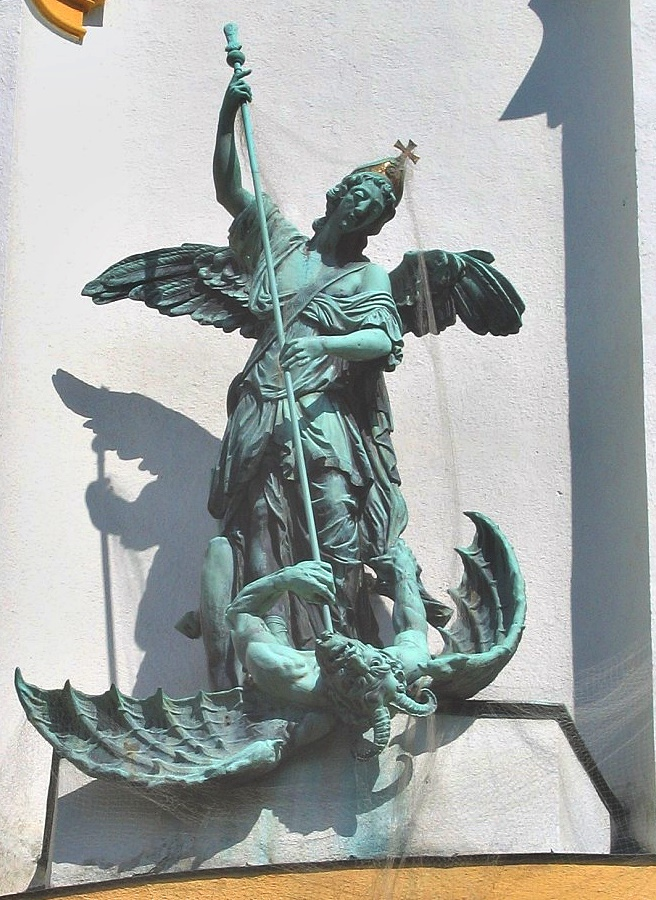
Fassadenfigur St. Michael, Berg am Laim

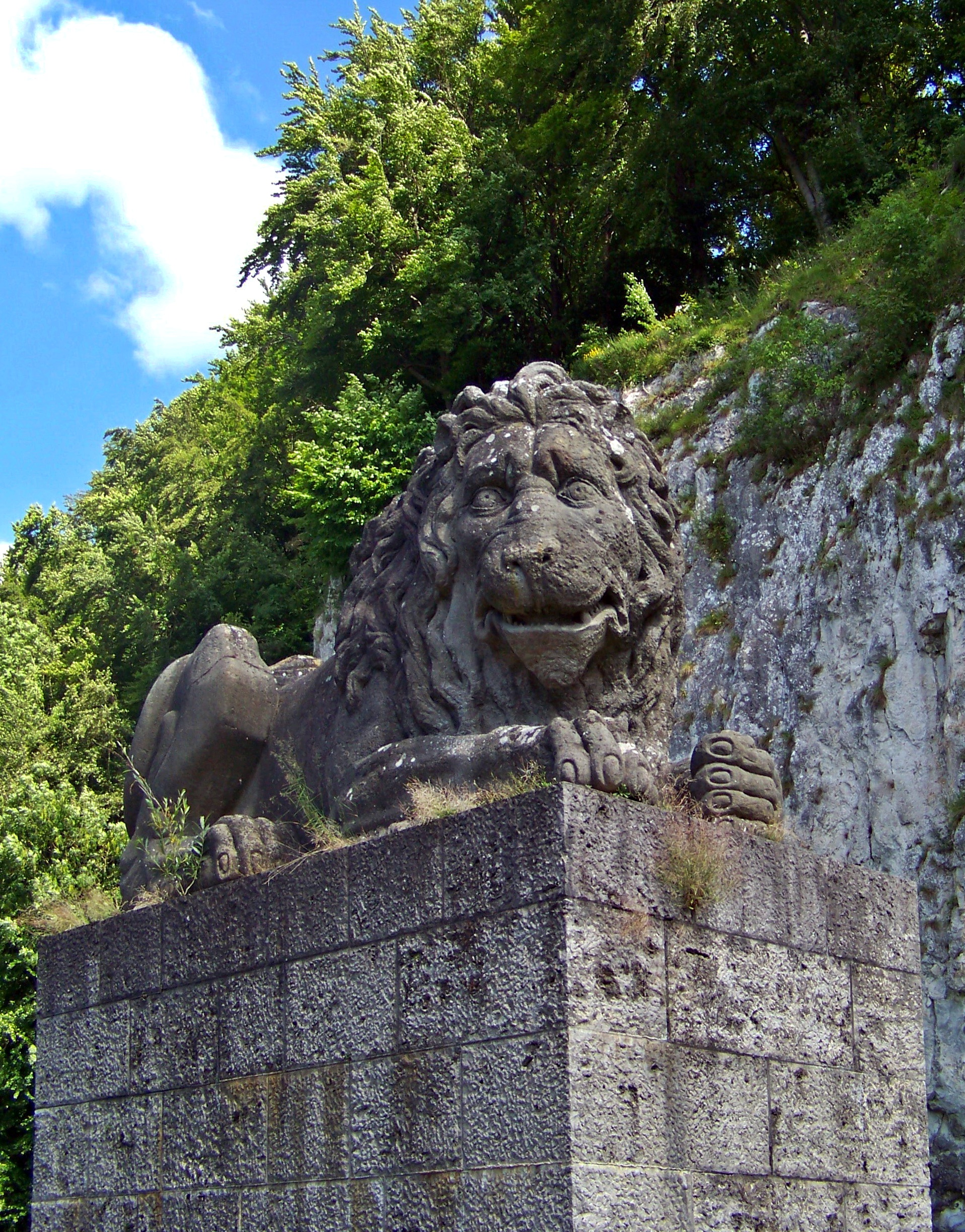
Löwe am Denkmal bei Bad Abbach (Kopie von Richard Triebe, Kopf original)

Franz Joseph Muxel (* 10. Juli 1745 in Bezau, Vorarlberg; † 26. April 1812 in München) war ein bayerischer Hofbildhauer österreichischer Herkunft.

## Leben und Wirken
Er wurde als Sohn eines Müllers geboren, erlernte zunächst das Schreinerhandwerk und kam mit ca. 20 Jahren zu einem Bildhauer in die Lehre. Auch sein Bruder Joseph Anton (1749–1814) war künstlerisch begabt und wirkte als Kunstschreiner bzw. Holzschnitzer. Franz Joseph Muxel ging nach Mannheim, Straßburg und in die Niederlande. Schließlich gelangte er nach München und arbeitete bei Roman Anton Boos, u. a. war er an der Fertigung der großen Herkules-Holzskulpturen in den Hofgartenarkaden beteiligt.
Für das 1794/96 zu Ehren des kurpfalz-bayerischen Kurfürsten Karl Theodor, im Auftrag von Reichsgraf Joseph August von Toerring bei Bad Abbach errichtete  Löwendenkmal schuf Franz Joseph Muxel zwei überlebensgroße Löwenstandbilder. Sie waren fünf Meter lang, zwei Meter hoch und über fünfzehn Tonnen schwer. Dem Landesherrn gefielen sie so gut, dass er den Künstler deshalb zum Hofbildhauer ernannte. Die Originale wurden 1945 gesprengt, seit 1978 stehen dort jedoch wieder zwei Kopien von Richard Triebe, wobei allerdings die Köpfe von den alten Standbildern stammen.
Zu seinen bekannten Werken zählen auch die Figur des Erzengels Michael an der Fassade der Hofkirche St. Michael zu Berg am Laim sowie zwei Marmorstatuen („Apollo“ und „Flora“) im Schlossgarten von Nymphenburg.
Muxel starb 1812 in München und hinterließ die drei Söhne Joseph Anton Muxel (1786–1842), Johann Nepomuk Muxel (1790–1870) und Johann Baptist Muxel (1791–1814), welche als Maler wirkten.